# 失われた未来を求めて
『失われた未来を求めて』（うしなわれたみらいをもとめて、À la recherche du futur perdu）は、2010年11月26日にTRUMPLEから発売された18禁美少女恋愛アドベンチャーゲーム。「われめて」と略される。
「月刊コンプエース」（角川書店）2011年11月号から2012年10月号まで漫画版が連載された。その後、メディアファクトリーの「月刊コミックアライブ」2014年12月号から神楽武志の作画で改めてコミカライズが開始された。
2013年12月にアニメ化が発表され、2014年10月より12月まで放送された。

## 概要
本作は当初ABHARで開発されていたが、同ブランドの解散に伴い、関わっていた制作スタッフが再集結して生まれた新ブランドTRUMPLEから発売されることとなった。ゲームの発売後、TRUMPLEは2012年7月27日に活動休止を発表した。
元々の企画案はABHARから2008年に発売された『水平線まで何マイル?』以前から存在し、その世界観を引き継ぐ形で企画・制作された。同じく内浜学園を主舞台とし、時間軸は約20年前になっている。『水平線〜』に続いてキャラクターデザイン・原画を担当した深崎暮人は、前作での反省から「塗りのメリハリ」や「三点透視」のパースなどについてスタッフ同士の綿密なすり合わせを行うと共に、キャラクターを生き生きと表現するために「目パチ口パク」などの表現を取り入れた。

## ストーリー
2008年10月14日、天文学会メンバーの一人、佐々木佳織は事故に巻き込まれ、一命をとりとめたものの目を覚まさなくなってしまう。同じく天文学会のメンバーであった秋山奏、支倉愛理、華宮凪沙、長船・KENNY・英太郎らは、佳織を目覚めさせるため研究を続けるが失敗。メンバーはその後、研究の途上で生まれた失敗作である人造人間を過去に送り込み、歴史を改変するという方法にたどり着く。送り込まれた人造人間の少女は、佳織を救い、失われた未来を取り戻すため、歴史の修正力「因果の鎖」に翻弄されつつも、事故までの数週間を繰り返すのだった。
物語は佳織の事故の直前である2008年10月初頭より始まり、放課後の校舎で全裸で倒れていた少女古川ゆいの天文学会への加入を経て、学生会の依頼による「校内に現れる幽霊」・「眠り病」・「事故多発地区」などの調査や、総合学会へ向けての活動を行っていくことになる。繰り返しの前半は奏の視点、後半はゆいの視点で物語が進行し、佳織の事故後にいったんエンドを迎え、再スタートにより状況が変化した別ルートに進行する。
なお、同じ時間を繰り返した末にたどり着く物語本来のエンドの他、繰り返し前半での奏(プレイヤー)の選択次第では、佳織が事故に遭わず各ヒロイン(佳織を含む)と結ばれて終わるエンドもある。

## 登場キャラクター
担当声優は、ゲーム / テレビアニメ版の順。

### 内浜学園天文学会
内浜学園は東京から100kmほど離れた海辺に建つ少人数制の学園で、文化系の部活動は「学会」と呼ばれている。物語開始（2008年10月初頭）の時点で、新校舎完成前の旧校舎最後となる文化祭（総合学会）を目前に控えており、学会間や体育系部活との間でトラブルが相次いでいることから、天文学会は学生会からの依頼で治安維持を図っている。（学会内にタレントがそろっているため、学生会執行部が依頼先として選定した）。メンバーは普段は部室でのんびり過ごすことも多いが、今は文化祭関連の他に「校内に現れる幽霊」「眠り病」「事故多発地区」の3つの事件の調査を新たに受け、忙しい日々を過ごしている。
秋山 奏（あきやま そう）
声 - なし / 寺島拓篤、あいざわゆりか（幼少期）
身長：175cm / 体重：65kg / 血液型：B型 / 誕生日：7月26日
本作の主人公。内浜学園二回生B組。機械工学の権威の両親が海外へ行っているため、親の友人である佐々木家に預けられ、庭に建つ離れで寝泊まりしている。傑物揃いの天文学会では目立たないが、頭脳派で冷静に物事を分析・判断するタイプで、喧嘩や体力勝負は苦手。
佐々木 佳織（ささき かおり）
声 - 有栖川みや美 / 高田初美
T152 / BW47 / A型（ゲーム）・B型（テレビアニメ） / 3月2日
学園二回生B組。天文学会の副会長で、奏の幼馴染み。父親が研究者で海外へ出ているため、母親の詩織、居候の奏と3人暮らしをしている。器量良しで料理も得意なため、学園の男子の人気は高い。争いを好まず平和主義で、奏や学会のメンバーが学内の騒動で喧嘩するのをハラハラしながら見守っている。幽霊が苦手。
支倉 愛理（はせくら あいり）
声 - かわしまりの / 瑞沢渓
T162 / BW53 / B型 / 4月10日
学園二回生A組。天文学会の会長で、文武両道の才女。かつては文系を目指していたが、ある時から理系志望に転じる。成績はいいものの、遅刻やサボりも多く、生活態度はあまり良くない。喧嘩の腕前は男勝りで、「内浜の最終兵器」の異名を持つ。佳織とは親友。
古川 ゆい（ふるかわ ゆい）
声 - 青山ゆかり / 友永朱音
T157 / 体重・血液型・誕生日不明
学園一回生A組。校内に全裸で倒れていた謎の少女。その事情については何も話さないが、奏のことを以前から知っていた節がある。礼儀正しく冷静沈着な性格だが、世間の常識に疎く、ややズレた一面を垣間見せる。特定のルートを通らなかった場合、何の前触れもなく姿を消してしまう。
華宮 凪沙（はなみや なぎさ）
声 - 民安ともえ / たみやすともえ（同じ）
T148 / BW46 / AB型 / 2月16日
学園三回生C組。地元の名家である華宮家の令嬢だが、本人はその家柄で判断されることを嫌っている。頭の回転が非常に速く、また策謀家で毒舌家。性格は根っからのSで、誰もが凪沙を敵に回すことを恐れている。加えて強いカリスマの持ち主で、自らのファンクラブを元に「華宮会」なる特殊情報部隊を作り上げたほど。
長船・KENNY・英太郎（おさふね けにー えいたろう）
声 - 山口勝平 / 同左
T180 / BW70 / B型 / 7月16日
学園二回生C組。アメリカからの交換留学生で日系アメリカ人。ゲーム内では名前は片仮名で「ケニー」と書かれる。運動能力を買われて来日したものの、奏に勧誘されて天文学会に入会した。喧嘩は強いが、英語混じりのおかしな日本語を話し、時折突拍子もない行動を取る。婚約者のジェニファーを本国に置いてきており、写真を常に持ち歩いて、ときどき取り出しては話しかけている。

### その他
佐々木 詩織（ささき しおり)
声 - 本山美奈 / 後藤邑子
佳織の母親。奏の両親とは友人（同僚の研究者）で、その縁で奏を預かっている。普段は優しい人だが、奏や佳織が悪さをすると長時間の説教をすることもあり、2人はかなり恐れている。
深沢 花梨（ふかざわ かりん）
声 - なし / 佐藤聡美
テレビアニメ版オリジナルキャラクター。ゆいのクラスメイトであるショートヘアの女子生徒。転入してきたゆいと席が隣同士になったことで親しくなる。アイドルとしても活動しており、時折テレビに出演している。天文学会を除いては最もゆいと深く繋がっていた人物であり、彼女の存在が消えた後も断片的な記憶は残ったため、天文学会に対するゆいの想いを会員へ代弁することでアニメ版における分岐点を担った。
アニメ版主題歌『Le jour』は劇中における彼女の曲でもある。
会長
声 - HAYATO / 仲田隼人
学生会の会長。本名は不明。天文学会に校内のトラブル解決を依頼してくる。おおむね好人物だが、時折欝陶しい。アニメのキャストクレジットでは「生徒会長」となっている。なお、天文学会の会長である愛理もケニーからは「会長」と呼ばれている。
「水平線まで何マイル？」に登場した「教官」と同一人物。
山賀 寧子（やまが ねこ）
声 - 加賀美琴音 / 成瀬未亜（同じ）
学園二回生B組。学生会の副会長。ゲームの公式サイトでは「山賀寧子」として紹介されているが、ゲーム本編中では「副会長」とのみ表記。天文学会のことはあまりよく思っていない。会長のことを想っているような描写が見られる。アニメのキャストクレジットでは第2話では「副会長」、第3話以降では「山賀寧子」となっている。
小川 光憲（おがわ みつのり）
声 - 波動拳 / 緒方賢一
天文学会の顧問の老教師。部室にはほとんど顔を見せない。アニメのキャストクレジットでは「小川先生」となっている。
東 八重子（あずま やえこ）
声 - とまとあいこ / 種﨑敦美
学園三回生C組で、凪沙の同級生。文芸学会に所属。校内での「幽霊」目撃者として、天文学会に連れてこられる。
名前の由来は開発スタッフが仮名として呼称していた「被害者A子」より（ひがいしゃえいこ→ひがし やえこ→東 八重子）。
本城 作之進（ほんじょう さくのしん）
声 - 山中荘一 / 大塚明夫
華宮家の初老の執事。基本的には礼儀正しいが、モンゴル相撲の使い手で、凪沙に近づく男は容赦なく投げ飛ばす。
麗藤 光（れいとう ひかる）
声 - 非公開 / かわむら拓央
麗藤グループの御曹司で、凪沙のフィアンセ。凪沙に近づく男に容赦しない。
お見合い会場で、奏に立ちはだかるが、天文学会達と執事の作之進に妨害され凪沙の本心を知り身を引く。
ゲーム版は華宮凪沙のANOTHERルートのみ登場する。アニメ版では性格が異なり奏に好意的に接している。
ボス
声 - 滑川菊太郎 / かわむら拓央
柔道部の部長。力こそ正義と思っており、融通が利かない。彼の暴力行為により、佳織は右足（アニメでは左足）を負傷する。アニメのキャストクレジットでは「柔道部部長」となっている。
柔道部員A
声 - ピエールとみー
柔道部員B
声 - 滑川菊太郎
柔道部員C
声 - HAYATO
総合学会で柔道部の発表の場を増やそうとしてトラブルを起こし、天文学会と戦う。
PC研A / 雪乃（ゆきの）
声 - 非公開 / 南波ゆき
学園三回生のPC研究会会長。低姿勢で話す。BLゲームやギャルゲーなどのアダルトゲームを部室に溜め込んでおり、その弱みを握った天文学会にこき使われてしまう。
アニメ版ではPC研B,Cともに名前ありのキャラクターとなり、乙女ゲーム風人工知能の研究開発を秘密裏に行っていた。また未来にも登場し、3名とも奏や愛理と同じ研究所に所属している。
PC研B / 月夜（つきよ）
声 - 非公開 / 松山紗香
学園二回生のPC研究会員。のんびりした口調で話す。
PC研C / 花子（はなこ）
声 - 非公開 / 尾高もえみ
学園二回生のPC研究会員。不敵な態度で話す。格闘ゲームと格闘技のマニアで戦闘力が高く、愛理とはファイターとして惹かれ合うものを感じていた。
アニメ版では上記の特徴が抑えられた癖のない人物になっている。
華宮曾祖母
声 - 立花理香
OVAで登場。名前不明。内浜学園の創設者。

## スタッフ
（出典：）
- キャラクターデザイン・原画 - 深崎暮人（佳織、愛理、詩織、男性キャラクター） / 黒谷忍[16]（ゆい、凪沙、女性キャラクター） / 成瀬未亜（SD原画）
- シナリオ - オオタリョウ / サイトウケンジ / 沢柾機
- プロデューサー - cc

## 主題歌
オープニングテーマ「∞未来」
作詞・歌 - 橋本みゆき / 作曲・編曲 - 羽鳥風画
挿入歌「ray of memories」
作詞・歌 - 橋本みゆき / 作曲・編曲 - 羽鳥風画
エンディングテーマ「Salut.soleil!」
作詞・歌 - 橋本みゆき / 作曲・編曲 - 羽鳥風画

## 関連商品

### CD
∞未来
2010年10月27日発売　発売元：Lantis
主題歌3曲のフルバージョン／インストゥルメンタルを収録。

### 書籍
失われた未来を求めて ビジュアルファンブック
2011年5月27日発売 / 発行：エンターブレイン / ISBN 978-4-04-727312-2
ゲーム本編や各種媒体で使われたイラスト、キャラクター設定画、スタッフインタビュー、オオタリョウによるオリジナル小説「失われたオマケを求めて」を収録。
失われた未来を求めて（コミカライズ 角川書店版）
原作：TRUMPLE、アトリエ ハイキー / 漫画：SASAYUKi / 発行：角川書店
1. 2012年2月24日発売 / ISBN 978-4-04-120134-3
2. 2012年11月19日発売 / ISBN 978-4-04-120419-1

失われた未来を求めて（コミカライズ メディアファクトリー版）
原作：内浜学園天文学会 / 漫画：神楽武志 / 発行：メディアファクトリー
1. 2015年3月23日発売 / ISBN 978-4-04-067291-5
2. 2015年11月21日発売 / ISBN 978-4-04-067840-5

テレビアニメ版のコミカライズだが、原作ゲーム版の展開が一部組み込まれている。神楽武志もそのように構成した旨をあとがきで述べている。

## テレビアニメ
2014年10月より12月まで放送された。

### スタッフ（アニメ）
- 原作 - アトリエハイキー
- 監督 - ホソダナオト
- シリーズ構成 - 川又り絵
- キャラクター原案 - 深崎暮人、黒谷忍
- キャラクターデザイン - 山門郁夫
- メインアニメーター - 枡田邦彰、村山公輔、山崎正和
- 美術設定 - 中島美佳
- 美術監督 - 氏家誠
- 色彩設計 - 岩井田洋
- 撮影監督 - 増元由紀大
- 編集 - 柳圭介
- 音響監督 - 本山哲
- 音楽 - 羽鳥風画
- 音楽制作 - スターチャイルドレコード
- プロデューサー - 石田正則、山中隆弘、川﨑とも子
- アニメーションプロデューサー - 吉田啓祐
- アニメーション制作 - feel.
- 製作 - 内浜学園天文学会

### 主題歌（アニメ）
オープニングテーマ「Le jour」（第2話 - 第8話、第10話 - 第11話、第13話）
作詞・作曲 - 善智 / 編曲 - 菊谷知樹 / 歌 - 佐藤聡美
第1話ではエンディングテーマとして使用。第9話では未使用。第12話では挿入歌として使用。
エンディングテーマ「明日また会えるよね」（第2話 - 第13話）
作詞 - 田村直美 / 作曲 - 川添智久
編曲 - 川添智久 / 歌 - 佐々木佳織（高田初美）（第2話 - 第8話）
編曲 - 渡部チェル / 歌 - 古川ゆい（友永朱音） （第9話 - 第11話）
編曲 - 川添智久、渡部チェル / 歌 - 佐々木佳織（高田初美）、古川ゆい（友永朱音）（第12話 - 第13話）
第1話では未使用。第2話、第9話、第12話では映像が変更されている。

### 各話リスト
| 話数     | サブタイトル               | シナリオ     | コンテ         | 演出                  | 作画監督                                                                                           | 総作画監督                                     |
| -------- | -------------------------- | ------------ | -------------- | --------------------- | -------------------------------------------------------------------------------------------------- | ---------------------------------------------- |
| 第一話   | 失われた未来               | 川又り絵     | ホソダナオト   | ホソダナオト 小林公二 | 枡田邦彰、村山公輔 山崎正和                                                                        | 山門郁夫                                       |
| 第二話   | 彼女と霊の存在証明         | 川又り絵     | 田所修         | 嵯峨敏                | 渡辺るりこ、松崎嘉克 徳田夢之介、関本美穂 フォレスト・アンダーソン                                 | 村山公輔、山崎正和 枡田邦彰                    |
| 第三話   | 会長はきらめく瞳で夢を見る | 髙橋龍也     | 岩崎光洋       | 岩崎光洋              | 袴田裕二、川島尚 山本篤史、北村友幸                                                                | 野口孝行、枡田邦彰 山崎正和                    |
| 第四話   | 万物は流転する             | 篠塚智子     | 村田峻治       | 松本マサユキ          | 近藤優次、松本朋之                                                                                 | 川村幸祐                                       |
| 第五話   | 量子猫と雫の行方           | 村井さだゆき | こでらかつゆき | 小林公二              | 重本和佳子、鎌田均 木下由美子、澤木巳登里 糸島雅彦、逵村六 李明振                                  | 山崎正和、村山公輔 枡田邦彰                    |
| 第六話   | 籠の鳥の進路相談           | 篠塚智子     | 西澤晋         | 嵯峨敏 篠原正寛       | 高原修司、山本篤史 川島尚                                                                          | 山崎正和、村山公輔 川村幸祐、野口孝行          |
| 第七話   | 239万光年の想い            | 高橋龍也     | 田所修         | 村田光                | 袴田裕二、安本学 川島尚、林あすか 立田眞一                                                         | 山崎正和、枡田邦彰 小林利充                    |
| 第八話   | すれ違う流星               | 川又り絵     | 川口敬一郎     | 松下周平              | 近藤優次、松本朋之                                                                                 | 川村幸祐                                       |
| 第九話   | 過去への扉                 | 村井さだゆき | ホソダナオト   | 小林公二 村田光       | 山崎正和、重本和佳子 川島尚、山本篤史                                                              |                                                |
| 第十話   | 残された時間               | 高橋龍也     | こでらかつゆき | 関田修                | 辻上彩華、金井裕子 重本和佳子、山本篤史 枡田邦彰、鷲田敏弥 桜井木ノ実、中野彰子 小田多恵子、村上勉 | 小林利充、村山公輔 枡田邦彰                    |
| 第十一話 | 明日また、会えるよね?      | 川又り絵     | 岩崎光洋       | 岩崎光洋              | 袴田裕二、川島尚 鎌田均、李明振 高原修司、逵村六                                                   | 村山公輔、枡田邦彰 川村幸祐、小林利充          |
| 最終話   | 君のいる未来               | 村井さだゆき | ホソダナオト   | ホソダナオト 小林公二 | 山本篤史、金井裕子 川島尚、辻上彩華 重本和佳子                                                     | 枡田邦彰、川村幸祐 山崎正和、小林利充 村山公輔 |
| 第十三話 | 失われた夏休みを求めて     | 川又り絵     | ホソダナオト   | 小林公二              | 小林利充、袴田裕二 枡田邦彰、重本和佳子 近藤優次、松本朋之                                         | 村山公輔                                       |

### 放送局
| 放送期間                  | 放送時間                     | 放送局     | 対象地域・備考              |
| ------------------------- | ---------------------------- | ---------- | --------------------------- |
| 2014年10月4日 - 12月20日  | 土曜 20:30 - 21:00           | AT-X       | 日本全域 / リピート放送あり |
| 2014年10月5日 - 12月21日  | 日曜 1:00 - 1:30（土曜深夜） | TOKYO MX   | 東京都                      |
|                           | 日曜 23:30 - 月曜 0:00       | テレ玉     | 埼玉県                      |
|                           |                              | チバテレ   | 千葉県                      |
|                           |                              | tvk        | 神奈川県                    |
|                           |                              | KBS京都    | 京都府                      |
| 2014年10月7日 - 12月23日  | 火曜 0:00 - 0:30（月曜深夜） | サンテレビ | 兵庫県                      |
|                           | 火曜 2:05 - 2:35（月曜深夜） | テレビ愛知 | 愛知県                      |
| 2014年10月10日 - 12月26日 | 金曜 23:00 - 23:30           | BS11       | 日本全域 / 『ANIME+』枠     |

| 配信期間         | 配信時間                     | 配信サイト         | 備考                             |
| ---------------- | ---------------------------- | ------------------ | -------------------------------- |
| 2014年10月8日 -  | 水曜 12:00 更新              | dアニメストア      | 見放題サービス利用者は全話見放題 |
| 2014年10月11日 - | 金曜 0:00（木曜深夜） 更新   | 楽天ショウタイム   |                                  |
|                  |                              | GYAO!              |                                  |
| 2014年10月14日 - | 月曜 0:30 - 1:00（日曜深夜） | ニコニコ生放送     |                                  |
|                  | 月曜 1:00（日曜深夜） 更新   | ニコニコチャンネル |                                  |
| 2014年10月22日 - | 水曜 12:00 更新              | バンダイチャンネル |                                  |

### BD / DVD
| 巻 | 発売日         | 収録話          | 規格品番    | 規格品番  |
| 巻 | 発売日         | 収録話          | BD          | DVD       |
| -- | -------------- | --------------- | ----------- | --------- |
| 1  | 2014年12月24日 | 第1話 - 第2話   | KIZX-185/6  | KIBA-2154 |
| 2  | 2015年1月28日  | 第3話 - 第4話   | KIZX-187/8  | KIBA-2155 |
| 3  | 2015年2月25日  | 第5話 - 第6話   | KIZX-189/90 | KIBA-2156 |
| 4  | 2015年3月25日  | 第7話 - 第8話   | KIZX-191/2  | KIBA-2157 |
| 5  | 2015年4月22日  | 第9話 - 第10話  | KIZX-193/4  | KIBA-2158 |
| 6  | 2015年5月27日  | 第11話 - 第12話 | KIZX-195/6  | KIBA-2159 |